# Sieć Kin Studyjnych
Sieć Kin Studyjnych, dawniej Sieć Kin Studyjnych i Lokalnych – program mający na celu upowszechnianie kultury filmowej w szczególności poprzez rozpowszechnianie filmów o wysokich walorach artystycznych oraz podejmowanie działalności edukacyjnej adresowanej do młodej widowni kin.
Sieć Kin Studyjnych i Lokalnych ma swoje początki w PRL, a za jej prekursora uznaje się Bolesława W. Lewickiego, teoretyka filmu i założyciela kina „Adria” w Łodzi.
Program Sieci jest finansowany ze środków Polskiego Instytutu Sztuki Filmowej, Ministerstwa Kultury i Dziedzictwa Narodowego i Filmoteki Narodowej. Operatorem programu jest Stowarzyszenie Kin Studyjnych.

## Lista kin studyjnych
Sieć tworzy 246 kin z całej Polski, które zobowiązały się do realizowania programu. Należą do niej następujące kina (lista niepełna):

Augustów
- Kino Iskra

Bełchatów
- Kino Kultura

Biała Podlaska
- NoveKino Merkury

Białystok
- Kino Forum

Bochnia
- Kino Regis

Bolesławiec
- Kino Forum

Bydgoszcz
- Kino Orzeł

Bytom
- BCKino

Chełm
- CKF Zorza

Częstochowa
- OKF Iluzja

Elbląg
- Kino Światowid

Ełk
- Kino ECK

Gdańsk
- Kino Kameralne Cafe
- KinoPort

Gdynia
- Gdyńskie Centrum Filmowe

Gliwice
- Kino Amok

Gorzów Wielkopolski
- Kino 60 Krzeseł

Gryfino
- Kino Gryf

Jasło
- Kino JDK „Syrena”

Jelenia Góra
- Kino Lot

Kalisz
- Kino Centrum

Katowice
- Kino Kosmos
- Kinoteatr Rialto
- Kino Światowid

Kielce
- Kino Fenomen
- Kino Moskwa

Knurów
- Scena Kultura

Konin
- Kino Centrum
- Kino Oskard

Kozienice
- Kino KDK

Kraków
- Kino Agrafka
- Kino Kijów
- Kino Kika
- Kino Mikro
- Kino Paradox
- Kino „Pod Baranami”
- Kino Sfinks

Krosno
- artKino

Legnica
- Kino Piast

Lublin
- Kino Bajka
- Chatka Żaka (ACK UMCS)

Łomża
- Kino Millenium

Łowicz
- Kino Fenix

Łódź
- Kino Charlie
- Kino Kinematograf

Mielec
- Kino Galaktyka

Nowy Sącz
- Kino Sokół

Olsztyn
- Kino Awangarda 2

Opole
- Kino Meduza
- Kino Studio

Ostrołęka
- Kino Jantar

Płock
- NoveKino Przedwiośnie

Poznań
- Kino Apollo
- Kino Bułgarska 19
- Kino „Muza”
- Kino Rialto
- Kino Pałacowe
- Charlie Monroe Kino Malta

Puławy
- NoveKino Sybilla

Pruszcz Gdański
- Kino na Bursztynowym Szlaku

Przemyśl
- Kino Centrum

Racibórz
- Kino Bałtyk

Radom
- Mazowieckie Centrum Sztuki Współczesnej "Elektrownia"

Radomsko
- Kino Pasja

Rzeszów
- Kino Zorza

Sandomierz
- Kino Starówka

Siedlce
- NoveKino Siedlce

Skierniewice
- Kinoteatr Polonez

Słupsk
- Kino Rejs

Sochaczew
- Kino Mazowsze
- Kino Odeon

Suwałki
- Cinema Lumiere

Szczecin
- Pionier 1907

Świecie
- Kino Wrzos

Tarnobrzeg
- Kino Wisła

Tarnów
- Kino Marzenie
- Kino Millenium

Toruń
- Kino CAMERIMAGE

Wadowice
- Centrum

Wałbrzych
- Kino Apollo

Warszawa
- Kino Amondo
- Kino „Atlantic”
- Kino Elektronik
- Iluzjon
- Kinoteka
- Kino Kultura
- Kino „Luna”
- Kino „Muranów”
- Kinokawiarnia Stacja Falenica
- U-jazdowski Kino
- Kino „Wisła”

Wągrowiec
- Kino MDK

Wrocław
- Dolnośląskie Centrum Filmowe
- Kino Nowe Horyzonty

Zamość
- CKF Stylowy

Zielona Góra
- Kino Newa

Żyrardów
- Kino Len